# Empoasca arida
Empoasca arida är en insektsart som beskrevs av Delong 1931. Empoasca arida ingår i släktet Empoasca och familjen dvärgstritar. Inga underarter finns listade i Catalogue of Life.